# Peter Panton
Peter Panton, (3 de juny de 1932) fou un ciclista australià, que va combinar tant el ciclisme en ruta com la pista.

## Palmarès en ruta
- 1955
  - Vencedor d'una etapa del Tour de Tasmània
- 1957
  - Vencedor d'una etapa del Tour de Tasmània
- 1958
  - 1r al Tour de Tasmània
- 1959
  - 1r a la Herald Sun Tour
  - 1r al Tour de Tasmània
- 1960
  - 1r a la Herald Sun Tour
- 1963
  - 1r al Tour de Tasmània

## Palmarès en pista
- 1959
  - 1r als Sis dies de Sydney (amb Sydney Patterson)
- 1961
  - 1r als Sis dies de Perth (amb Claus Stiefler)
- 1964
  - 1r als Sis dies de Launceston (amb William Lawrie)